# Västerås resecentrum
Västerås resecentrum – centrum komunikacyjne w Västerås, w regionie Västmanland, w Szwecji. W kład wchodzi m.in. stacja kolejowa Västerås Centralstation.
Centrum komunikacyjne jest węzłem transportu kolejowego, autobusowego (lokalne, regionalnbe i ogólnokrajowe) i taksówek. Na wschód od budynku dworca znajduje się obszar przystanku autobusowego, na zachodzie jest parking. Na południe od stacji znajdują się tory i parking.